# Estadio Municipal General Kazimierz Sosnkowski
El Estadio Municipal General Kazimierz Sosnkowski (en polaco: Stadion Miejski im. gen. Kazimierza Sosnkowskiego), más conocido simplemente como estadio Polonia Varsovia (Stadion Polonii Warszawa), es un estadio de usos múltiples en Varsovia, Polonia. Actualmente se utiliza sobre todo para los partidos de fútbol y es el estadio del club Polonia Warszawa. El estadio fue construido en 1928 y modernizado completamente en 2004.
El estadio fue utilizado como campo de entrenamiento para la Eurocopa 2012, y fue actualizado para albergar un público más amplio. En la actualidad tiene 7.150 asientos, que se subdividen de la siguiente manera (parte principal, occidental y para invitados especiales)
Desde 2013, el estadio es un lugar sede para el equipo de fútbol americano Warsaw Eagles.

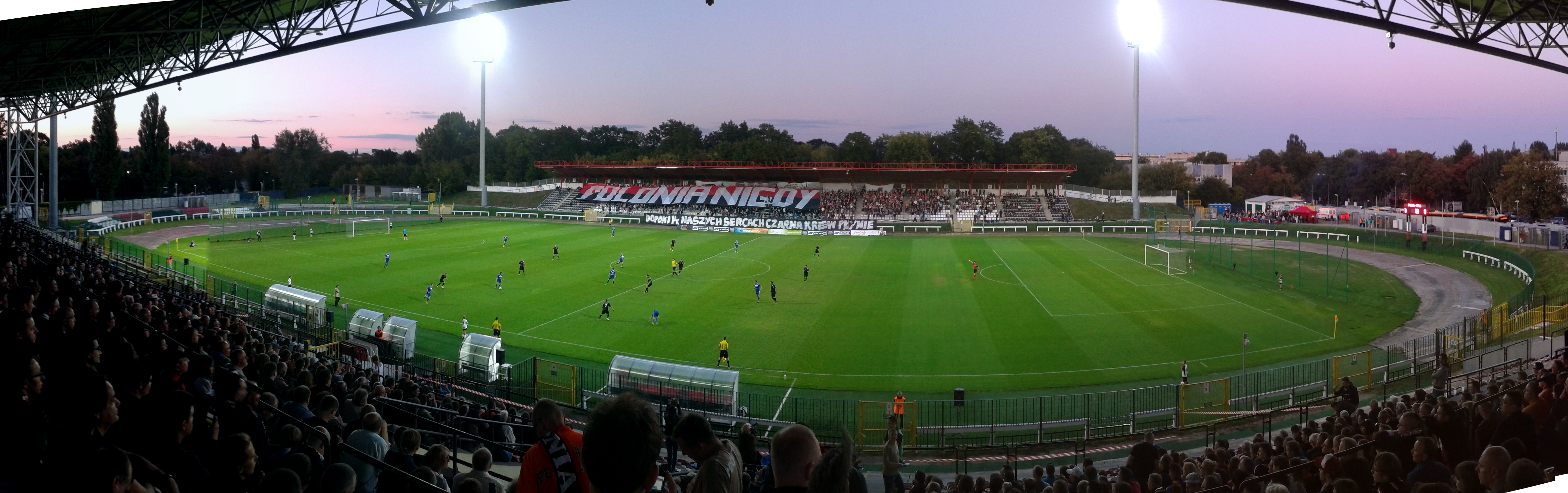
Imagen panorámica del estadio.